# Nordische Badmintonmeisterschaft 1990
Die Nordische Badmintonmeisterschaft 1990 fand Mitte November 1990 in Sandefjord statt.

## Medaillengewinner
| Disziplin    | Gold                               | Silber                                | Bronze                           |
| ------------ | ---------------------------------- | ------------------------------------- | -------------------------------- |
| Herreneinzel | Poul-Erik Høyer Larsen             | Peter Axelsson                        | Rikard Magnusson                 |
| Herreneinzel | Poul-Erik Høyer Larsen             | Peter Axelsson                        | Ib Frederiksen                   |
| Dameneinzel  | Pernille Nedergaard                | Catrine Bengtsson                     | Margit Borg                      |
| Dameneinzel  | Pernille Nedergaard                | Catrine Bengtsson                     | Astrid Crabo                     |
| Herrendoppel | Max Gandrup Thomas Stuer-Lauridsen | Jon Holst-Christensen Thomas Lund     | Erik Lia Hans Sperre jr.         |
| Herrendoppel | Max Gandrup Thomas Stuer-Lauridsen | Jon Holst-Christensen Thomas Lund     | Peter Axelsson Stellan Österberg |
| Damendoppel  | Dorte Kjær Lotte Olsen             | Nettie Nielsen Lisbet Stuer-Lauridsen | Pernille Dupont Grete Mogensen   |
| Damendoppel  | Dorte Kjær Lotte Olsen             | Nettie Nielsen Lisbet Stuer-Lauridsen | Maria Bengtsson Margit Borg      |
| Mixed        | Thomas Lund Pernille Dupont        | Jon Holst-Christensen Grete Mogensen  | Max Gandrup Lotte Olsen          |
| Mixed        | Thomas Lund Pernille Dupont        | Jon Holst-Christensen Grete Mogensen  | Trond Wåland Camilla Wright      |